# Pomnik Lilli Wenedy w Krakowie
Pomnik Lilli Wenedy w Krakowie – pomnik, wykonany według projektu Alfreda Dauna, przedstawiający postać Lilli Wenedy, stojący w północno-zachodniej części Plant w Krakowie, w Dzielnicy I Stare Miasto.

## Historia
W 1884 roku Henryk Jordan, w 35 rocznicę śmierci Juliusza Słowackiego, ufundował pomnik bohaterki jego utworu Lilla Weneda. Tragedia w pięciu aktach. Zaprojektował go Alfred Daun, a uroczyste odsłonięcie miało miejsce 13 lipca tego roku. Monument usytuowano na skwerze na Plantach, w obrębie Ogrodu przy Floriance, w pobliżu gmachu Florianki oraz wylotów ulic św. Marka i Łobzowskiej.
Rzeźba została wykonana z kamienia pińczowskiego, lecz materiał ten okazał się niezbyt trwałym i uległ dosyć szybko zniszczeniu pod wpływem warunków atmosferycznych. W grudniu 1897 roku została zastąpiona odlew z brązu, również ufundowanym przez Jordana, a wykonanym według projektu Dauna. Pomnik uznawano za dzieło upamiętniające samego Słowackiego.
W 2017 roku pomnik został poddany konserwacji, polegającej na wyczyszczeniu i zabezpieczeniu przed działaniem wody, ponadto odtworzono fragment węża, oplatającego postać bohaterki oraz naprawiono mosiężne druty, stanowiące struny jej harfy.

## Opis
Pomnik przedstawia Lillę Wenedę podczas gry na harfie, którą trzyma we wzniesionych dłoniach i uspokaja oplatające ją węże, grożące jej ojcu. Rzeźbę umieszczono na kamiennym, czworobocznym postumencie, który w narożnikach zdobią woluty. Pierwotna wersja pomnika, znana dzięki zdjęciom Ignacego Kriegera, z których przynajmniej jedno wykonał jesienią 1884 roku, przedstawiała bohaterkę Słowackiego w pozycji siedzącej. Zachowany po dziś posąg z brązu wyróżnia się od niej bardziej dynamicznym ujęciem: stojąca Lilia Weneda, oplatana przez węże, gwałtownym gestem wznosi swoją harfę ponad głowę.